# Гросриндерфельд
Гросриндерфельд (нем. Großrinderfeld) — община в Германии, в земле Баден-Вюртемберг. 
Подчиняется административному округу Штутгарт. Входит в состав района Майн-Таубер.  Население составляет 4053 человека (на 31 декабря 2010 года). Занимает площадь 56,28 км².